# Seorak-san
Seorak-san (kor. 설악산) – najwyższy szczyt Gór Wschodniokoreańskich. Leży w północno-wschodniej części Korei Południowej. Stanowi park narodowy i od 1982 roku rezerwat biosfery UNESCO.